# Campeonato Europeu de Ginástica Artística de 2005
O Campeonato Europeu de Ginástica Artística de 2005 teve suas competiçoões femininas realizadas em conjunto com as masculinas, na cidade de Debrecen, na Hungria.

## Eventos
- Individual geral masculino
- Solo masculino
- Barra fixa
- Barras paralelas
- Cavalo com alças
- Argolas
- Salto sobre a mesa masculino
- Individual geral feminino
- Trave
- Solo feminino
- Barras assimétricas
- Salto sobre a mesa feminino

## Medalhistas
| Evento                       | Ouro                  | Prata               | Bronze                            |
| Masculino                    |                       |                     |                                   |
| Individual geral detalhes    | ESP Rafael Martínez   | ROU Dorin Selariu   | BLR Denis Savenkov                |
| Solo detalhes                | ROU Marian Dragulescu | ROU Dorin Selariu   | HUN Robert Gal NED Jeffrey Wammes |
| Cavalo com alças detalhes    | HUN Krisztian Berki   | ROU Marius Urzica   | RUS Nikolai Kryukov               |
| Argolas detalhes             | ITA Andrea Coppolino  | NED Yuri van Gelder | RUS Alexander Safoshkin           |
| Salto sobre a mesa detalhes  | LAT Evgeni Sapronenko | BUL Filip Yanev     | NED Jeffrey Wammes                |
| Barras paralelas detalhes    | ESP Manuel Carballo   | FRA Yann Cucherat   | SLO Mitja Petkovšek               |
| Barra fixa detalhes          | GER Fabian Hambüchen  | ITA Igor Cassina    | UKR Valeri Goncharov              |
| Feminino                     |                       |                     |                                   |
| Individual geral detalhes    | FRA Marine Debauve    | RUS Anna Pavlova    | RUS Yulia Lozhecko                |
| Salto sobre a mesa detalhes  | ITA Francesca Benolli | RUS Anna Pavlova    | BEL Aagje Vanwalleghem            |
| Barras assimétricas detalhes | FRA Emilie Le Pennec  | ESP Tania Gener     | UKR Daria Zgoba                   |
| Trave detalhes               | ROU Catalina Ponor    | FRA Marine Debauve  | RUS Anna Pavlova                  |
| Solo detalhes                | FRA Isabelle Severino | NED Suzanne Harmes  | FRA Emilie Le Pennec              |

## Quadro de medalhas
| Ordem | País          | Medalha de ouro | Medalha de prata | Medalha de bronze |    |
| ----- | ------------- | --------------- | ---------------- | ----------------- | -- |
| 1     | França        | 3               | 2                | 1                 | 6  |
| 2     | Roménia       | 2               | 3                |                   | 5  |
| 3     | Itália        | 2               | 1                |                   | 3  |
| 3     | Espanha       | 2               | 1                |                   | 3  |
| 5     | Hungria       | 1               |                  | 1                 | 2  |
| 6     | Letónia       | 1               |                  |                   | 1  |
| 6     | Alemanha      | 1               |                  |                   | 1  |
| 8     | Rússia        |                 | 2                | 3                 | 5  |
| 9     | Países Baixos |                 | 2                | 2                 | 4  |
| 10    | Bulgária      |                 | 1                |                   | 1  |
| 11    | Ucrânia       |                 |                  | 2                 | 2  |
| 12    | Eslovénia     |                 |                  | 1                 | 1  |
| 12    | Bielorrússia  |                 |                  | 1                 | 1  |
| 12    | Bélgica       |                 |                  | 1                 | 1  |
| TOTAL | TOTAL         | 12              | 12               | 13                | 37 |